# 灯塔山

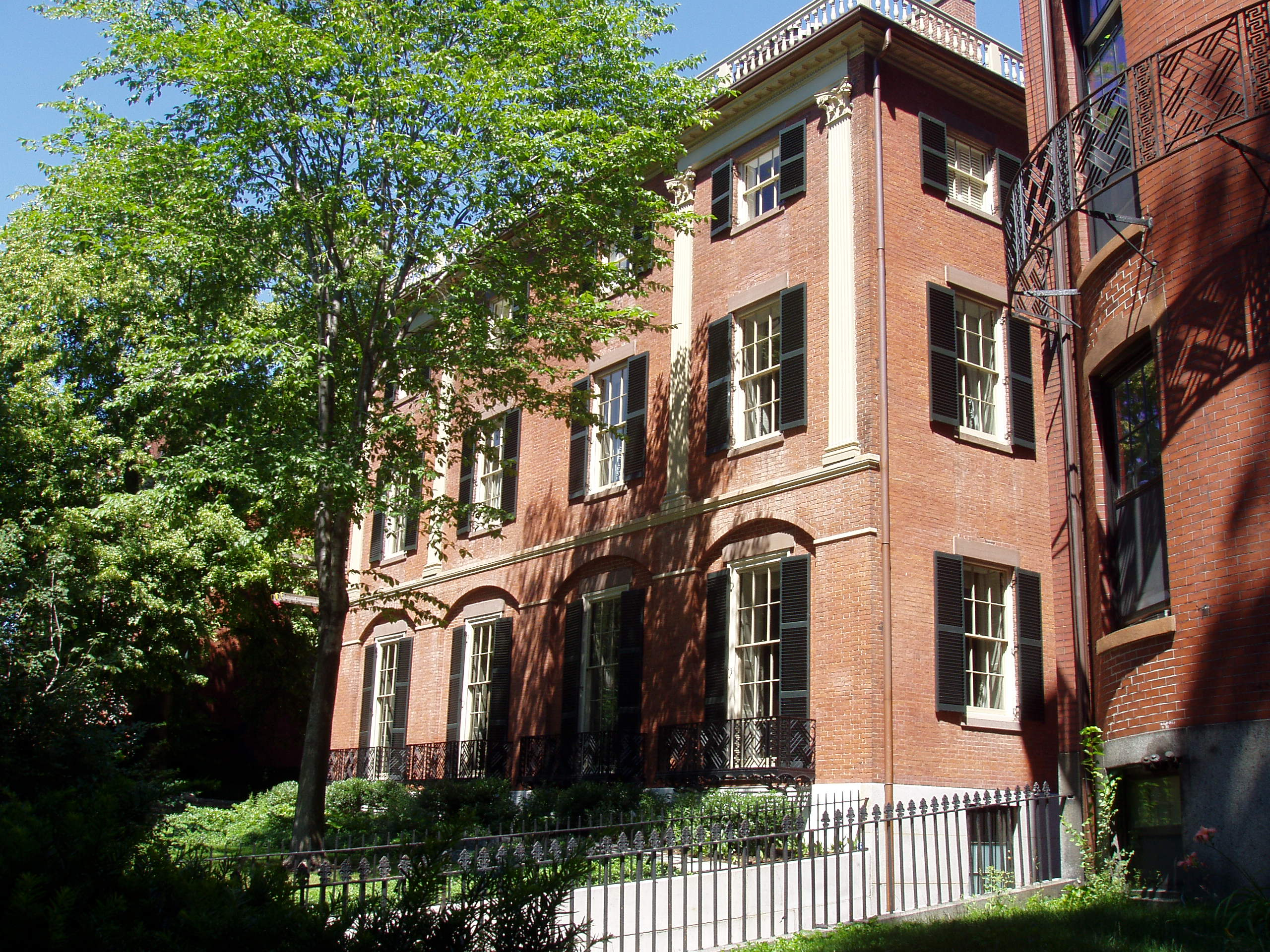
哈里森·格雷·奥蒂斯故居，弗农山街85号

灯塔山（英語：Beacon Hill）是美国波士顿一个古老的街区，连同后湾（Back Bay）共有约26,000人。这是一个由联邦式联排住宅组成的街区，以其煤气灯照明的狭窄街道和砖砌人行道著称。灯塔山被视为波士顿最好、最昂贵的街区。
灯塔山地区位于波士顿公园（Boston Common）和波士顿公共花园（Boston Public Garden）以北，大致南到灯塔街（Beacon Street），东到街（Somerset Street），北到剑桥街（Cambridge Street），西到查尔斯河河畔的 Storrow Drive。查尔斯街以西平坦的填海区，当地人称为 "Flat of the Hill."
由于马萨诸塞州議會大厦位于山顶，“灯塔山”一词也常被当地新闻媒体用作州政府的代名词。
1962年12月19日，灯塔山被列入美国国家史迹名录。

## 名胜
- 马萨诸塞州議會大厦：灯塔街
- Unitarian Universalist Association国际总部，自由教派，毗邻州政府
- 路易斯堡广场（Louisburg Square）
- 橡实街（Acorn Street），一条狭窄的鹅卵石小巷，美国最常被拍摄的街道
- 弗农山街（Mt. Vernon Street）：“全美国最好的地址”
- 公牛与小莺酒馆（Bull and Finch）：灯塔街84号，电视连续剧《干杯》（Cheers）的外景地
- 查尔斯街会堂（Charles Street Meeting House）
- 奇数卷俱乐部（Club of Odd Volumes）：弗农山街，藏书俱乐部，图书馆，和档案馆
- 萨福克大学（Suffolk University）
- 萨福克大学法学院
- 公园街教堂（Park Street Church）
- 儿童书籍《给小鸭让路》（Make Way for Ducklings）中描写的绿头鸭夫人和她的孩子所走的路线，每年五月的游行经此路线通过灯塔山到波士顿公共花园。
- 罗伯特古尔德萧（Robert Gould Shaw）和第54马萨诸塞州志愿步兵纪念碑：灯塔街和公园街路口，对着州政府大厦
- 非洲人会堂（African Meeting House），设有非洲裔美国人历史博物馆（Museum of African American History）
- 尼科尔斯故居博物馆（Nichols House Museum）
- 哈里森·格雷·奥蒂斯故居（Harrison Gray Otis House），1796.设有古老的新英格兰（Historic New England）总部。
- The Vilna Shul，犹太会堂